# Румен Баросов
Румен Георгієв Хрістов, більш відомий як Румен Баросов (болг. Румен Баросов, справжнє ім'я болг. Румен Георгиев Христов; *7 жовтня 1964, Ловеч) — болгарський письменник та поет.

## Біографія

### Родовід
Рід Румена по материній лінії (Баросови) походить з села Дибован (стара назва Черчелан), община Гулянці, Плевенська область. В сімейній легенді є згадка про рееміграцію родоначальника Паско Баросова з Австро-Угорщини (Трансільванія-Банат-Семинрад) в 30-х роках ХІХ століття. По батьковій лінії його рід, з однієї сторонипоходить від Станчо Генчева (його внук Хрісто Генчев Станчев (1850–1926) засновник роду Хрістовці), народився близько 1790 року в селі Гарвани, Габровсько, переселився в село Мечка, Плевенськ близько 1820 року, а з іншої сторони походить від Славчо Винева, що народився близько 1810 року в селі Брестово, Ловешко (від роду Добреві), що також переселився в село Мечка, Плевенськ в 1879 році, де отримав прізвисько «Гагауз», хоча жодного підтвердження гагаузького походження немає.

## Освіта
В 1994 році закінчив Софійський університет святого Климента Охридського за спеціальністю болгарська філологія.

## Громадська діяльність
Один з дванадцяти засновників (разом з Андрієм Кулєвим, Александром Джогановим, Венцеславом Арнаудовим, Димитріосом Марусопулосом, Іваном Крістевим, Катею Лещанською, Паносом Статоянісом, Цвєтанкою Єлєнковою, Ясеном Атанасовим) літературного журналу «Ах, Марія» (1990), його головний редактор з 1992 року. В 1995 році заснував Фондацію болгарської літератури, з якою створив багато літературних та інших проектів.
Протягом багатьох років Румен Баросов видава дебютні книги молодих болгарських письменників у видавництві «Акваріум Середземномор'я». В 2001–2002 роках за фінансової підтримки програми «Культура» ЄС видавав болгарською мовою грецьку літературу.
В 2003 році організував проект «Болгарське село мріє» в селі Вербово, Смолянської області, з метою відродити покинуті, депопулятизовані села Болгарії через культурні та художні заходи. З того часу мріє стати мером Вербова.
В 2005 році став членом Спілки болгарських письменників. З 2006 року є членом її Виконавчого комітету.

### Творчість
Перший раз опублікував твір під іменем Румен Баросов в 1992 році в журналі «Віт», Плевен. В 1999 році у видавництві «Петриков» опублікував свою першу книгу «Гала». В 2006 році написав сценарій до анімаційного фільму «Лінія».

## Фільмографія
- 2009 «Лінія», короткометражний анімаційний фільм, режисер Андрей Кулєв, Атракт филм
- 2010 «Вініл», короткометражний фільм, режисер Владо Борисов, ЮЗУ
- 2012 «Образи і дні», короткометражний фільм, режисер Іріс Константинова, Атракт филм